# Interfraktionelle Arbeitsgruppe „Langfristige Investitionen und Reindustrialisierung“
Die Interfraktionelle Arbeitsgruppe „Langfristige Investitionen und Reindustrialisierung“ des Europäischen Parlaments (#invest 4 future) wurde gegründet um die Debatte über nachhaltige und langfristige Investitionen in die Realwirtschaft in der Europäischen Union zu fokussieren. Ihr Ziel ist, die europäische Regulierung für die Wahlperiode 2014–2019 zu begleiten.

## Einrichtung
Die interfraktionelle Arbeitsgruppe wurde im Zusammenhang mit dem Junckers Plan Ende 2014 konstituiert. Mehrere Fraktionen brachten sich in die Kampagne für ihre Einrichtung ein: (Fraktion der Progressiven Allianz der Sozialdemokraten im Europäischen Parlament, Fraktion der Europäischen Volkspartei (Christdemokraten), Fraktion der Allianz der Liberalen und Demokraten für Europa). Auch staatliche und nichtstaatliche Akteure des Finanzsektores und der Realwirtschaft begleiteten den Prozess : der Dachverband der nationalen Verbände der Versicherungsunternehmen Europas (Insurance Europe), der Dachverband des Handwerks und der kleinen und mittleren Unternehmen (UEAPME), der Dachverband der Handelskammern Europas (Eurochambres), und der Europäische Gewerkschaftsbund (ETUC). Die Kampagne für die Einrichtung dieser interfraktionellen Arbeitsgruppe wurde von der französischen Caisse des Dépôts et Consignations, der deutschen KfW und der italienischen Cassa Depositi e Prestiti eingeleitet.

## Büro
Das Büro besteht aus dem Präsidenten Dominique Riquet sowie den Vizepräsidenten Simona Bonafè, Burkhard Balz und Adina-Ioana Valean.

## Mitglieder
Im Mai 2015 bestand die interfraktionelle Arbeitsgruppe aus 71 Mitgliedern, das Büro eingeschlossen.
Bei Fraktionen :
- 30 aus der Fraktion der Progressiven Allianz der Sozialdemokraten im Europäischen Parlament (S&D)
- 24 aus der Fraktion der Europäischen Volkspartei (Christdemokraten) (EPP)
- 11 aus der Fraktion der Allianz der Liberalen und Demokraten für Europa (ALDE)
- 3 aus der Fraktion Die Grünen/Europäische Freie Allianz (Greens–EFA)
- 2 aus der Fraktion Europa der Freiheit und der direkten Demokratie (EFDD)
- 1 Fraktionsloser

## Partner
52 europaïsche, nationale Verbände und Wirtschaftsunternehmen unterstützen die interfraktionelle Arbeitsgruppe.